# Pezizella nigrocorticata
Pezizella nigrocorticata är en lavart som beskrevs av Graddon 1977. Pezizella nigrocorticata ingår i släktet Pezizella och familjen Hyaloscyphaceae.   Inga underarter finns listade i Catalogue of Life.